# شهرستان اوکالوسا (فلوریدا)
شهرستان اوکالوسا، فلوریدا (به انگلیسی: Okaloosa County, Florida) یک سکونت‌گاه مسکونی در ایالات متحده آمریکا است که در فلوریدا واقع شده‌است.

## خصوصیات
شهرستان اوکالوسا ۲٬۸۰۲٫۳۸ کیلومترمربع مساحت دارد.